# Мехурчеста камера
Мехурчеста камера (на английски: bubble chamber), е детектор на елементарни частици, използван за регистрация на йонизираща радиация, чието действие се дължи на кипенето на прегрята течност по траекторията на частицата. Създадена е през 1952 г. от Доналд Глейзър, американски физик, за което е удостоен с Нобелова награда за физика за 1960 г. По-късно Луис Алварес я усъвършенствува като използва като работна течност водород, а за обработка на стотиците хиляди фотографии прилага за първи път компютър.
В най-проста форма камерата представлява херметически затворен съд, пълен с течност, поддържана близо до температурата на кипене. При рязко намаляване на налягането течността се „прегрява“. Ако в този момент в нея попадне йонизираща частица, нейната траектория се визуализира като верига от мехурчета пара и може да бъде фотографирана.
Като работна течност най-често се използват течен водород и деутерий (криогенни мехурчести камери), а също така пропан, различни фреони, ксенон, смес от ксенон и пропан. Прегряването на течността се постига чрез бързо намаляване на налягането, при което температурата на кипене става по-ниска от текущата темпертура.